# 喜燕
，又稱歡迎燕。原產於澳洲、紐西蘭。會銜泥作巢。
喜燕最早在約翰·古爾德（John Gould）的《澳洲鳥類》（The birds of Australia）書中被描述。喜燕會與人類比鄰而居，在建築物的牆上銜泥作巢。一對喜燕交配後會產下三至五個蛋。母燕會一直守候著蛋至少二至三個星期。小燕子出生時，由雙親餵養，在二至三個星期後就能離開巢穴。

## 圖片

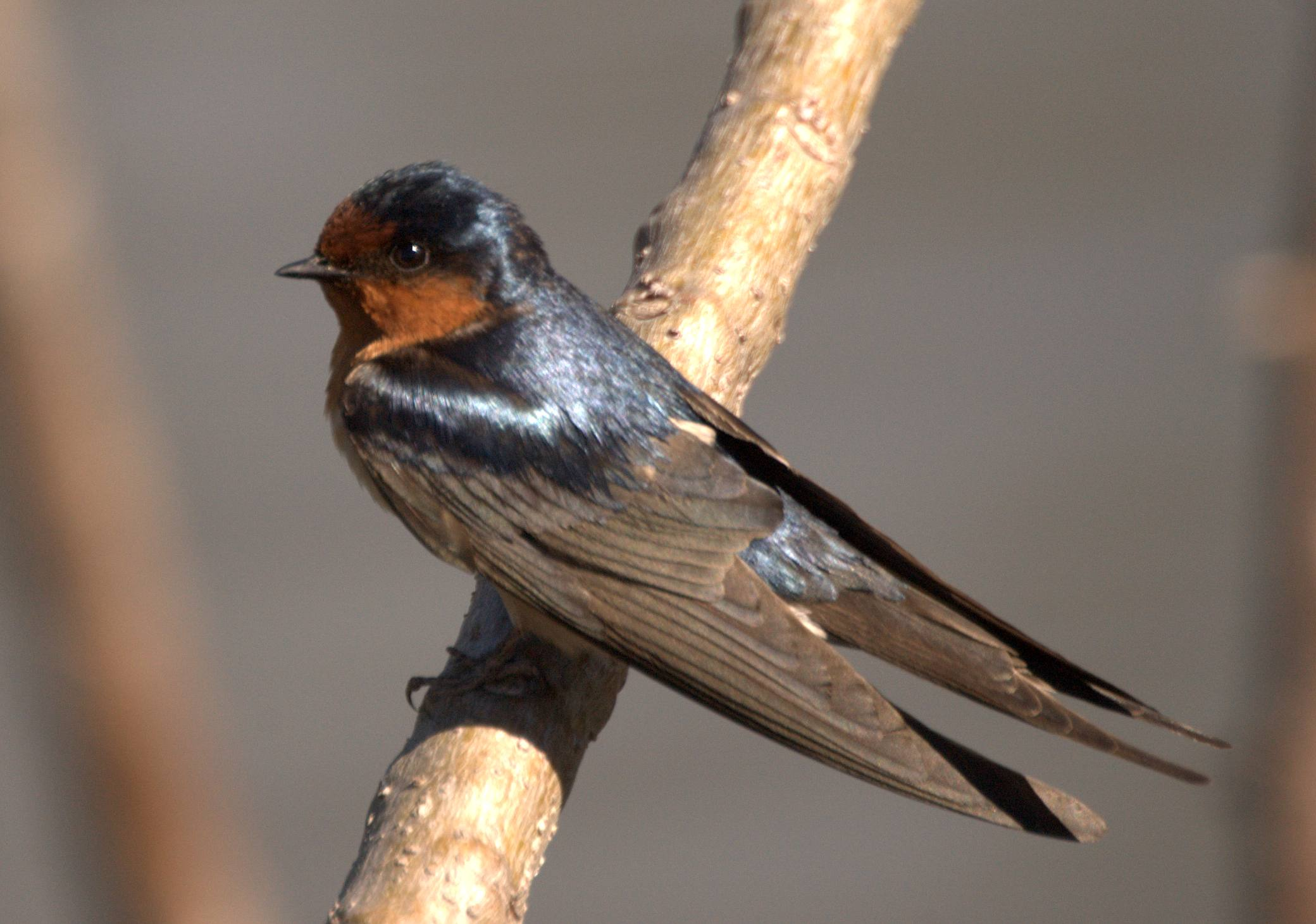
成鳥
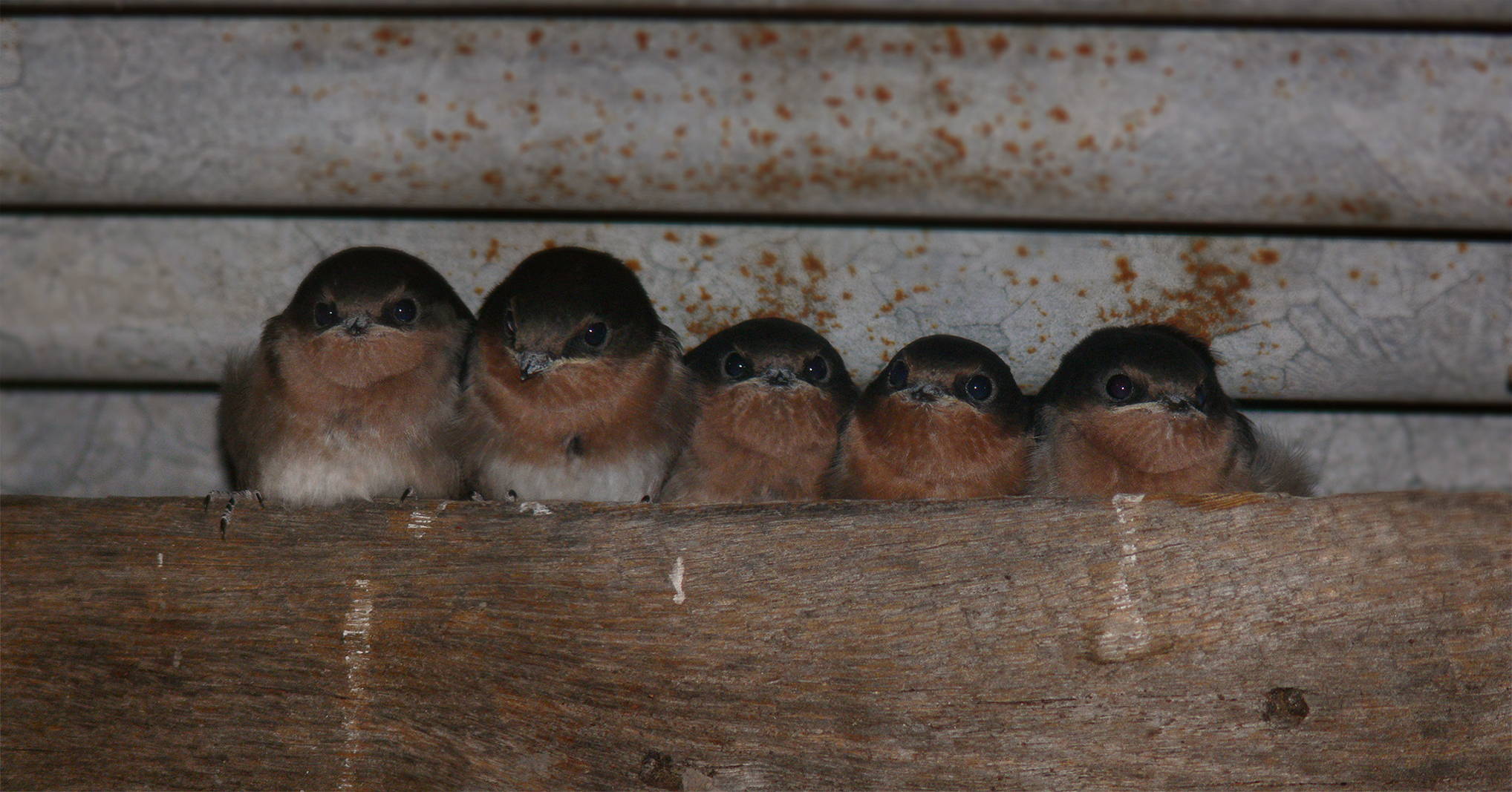
夫妻與三隻小燕
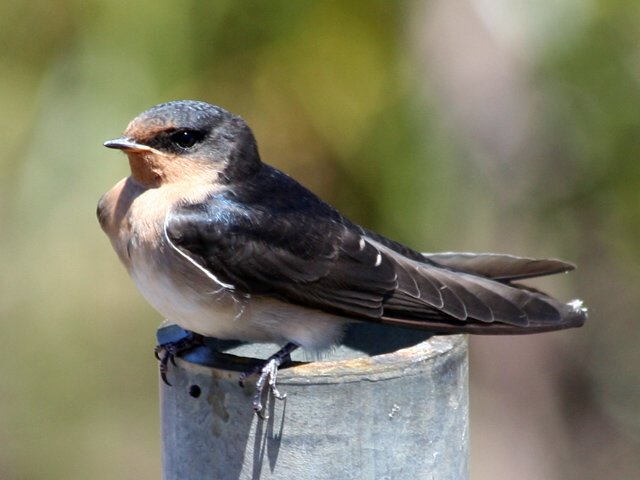
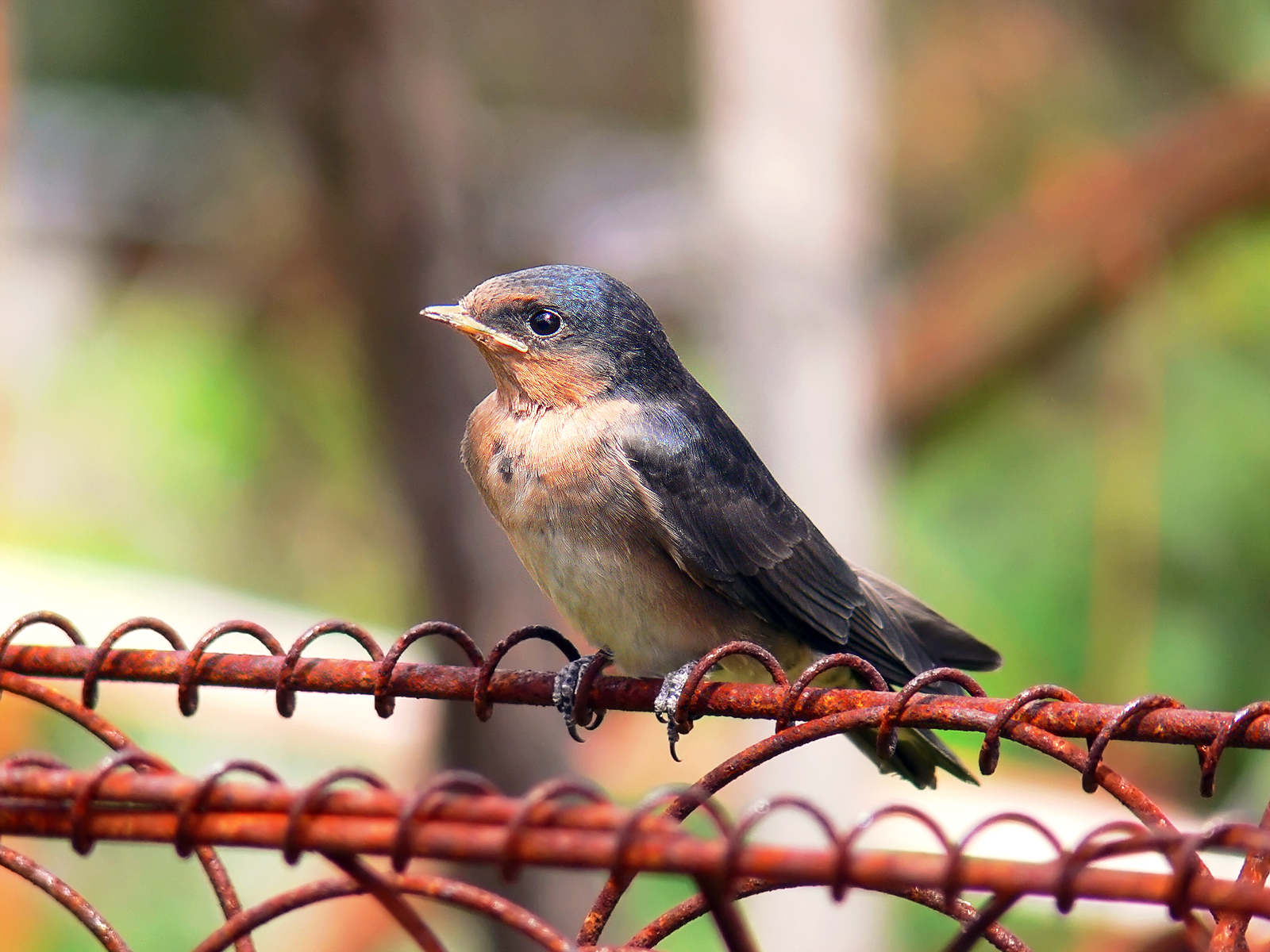
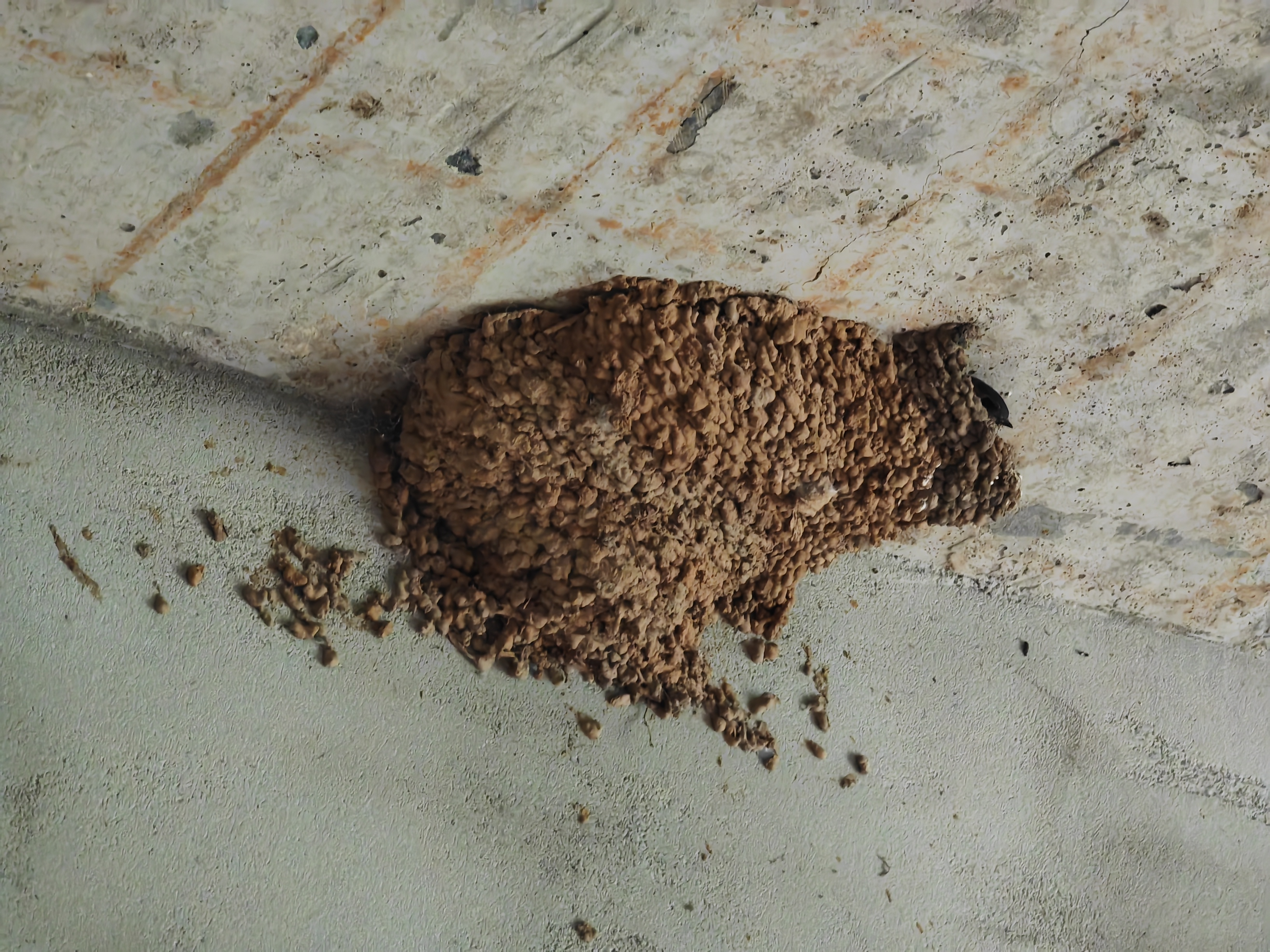
喜燕巢，巢龄约两年，可以发现洞口被喜燕在第二年重筑，摄于中国安徽
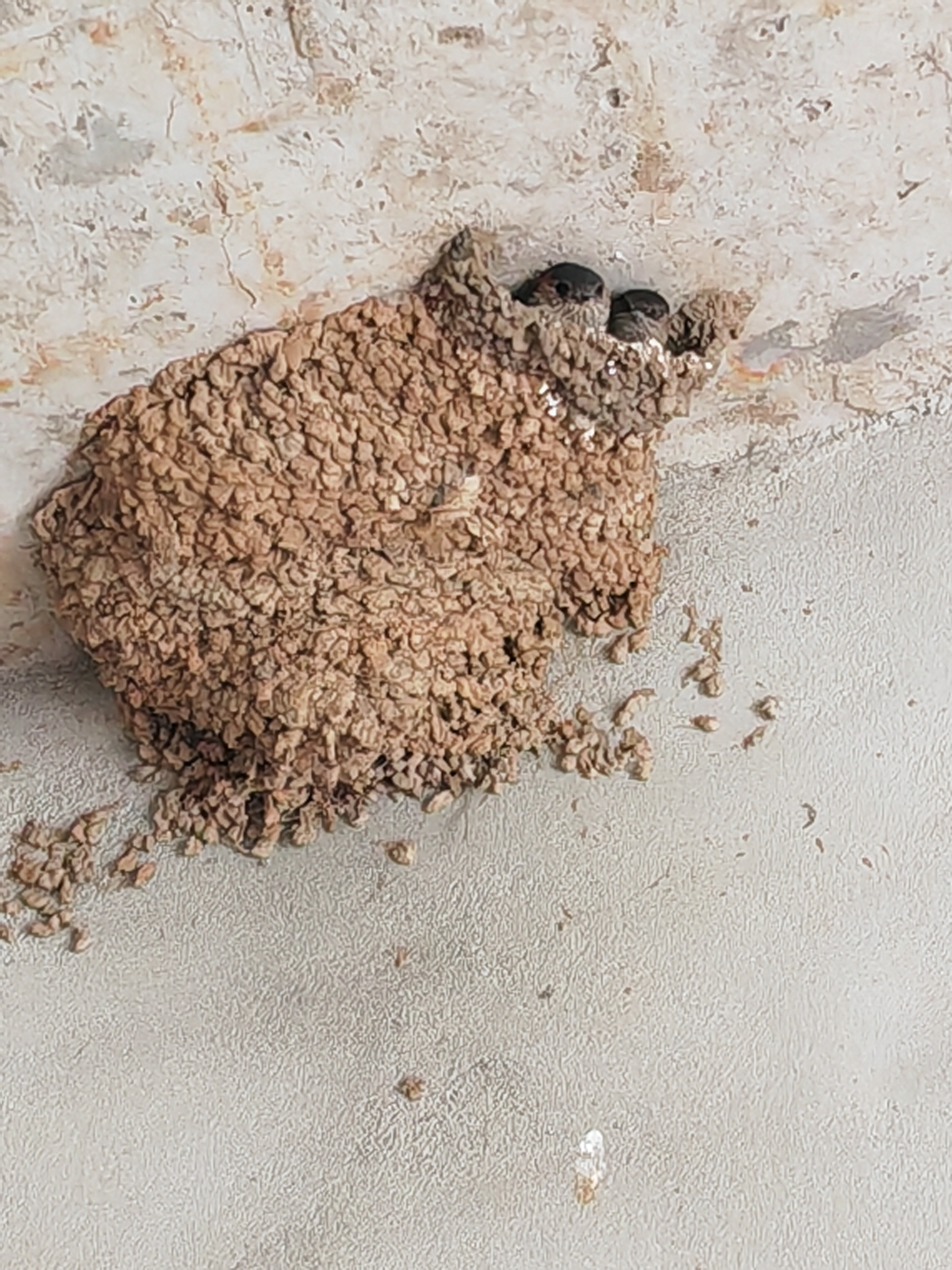
喜燕在巢中，摄于中国安徽
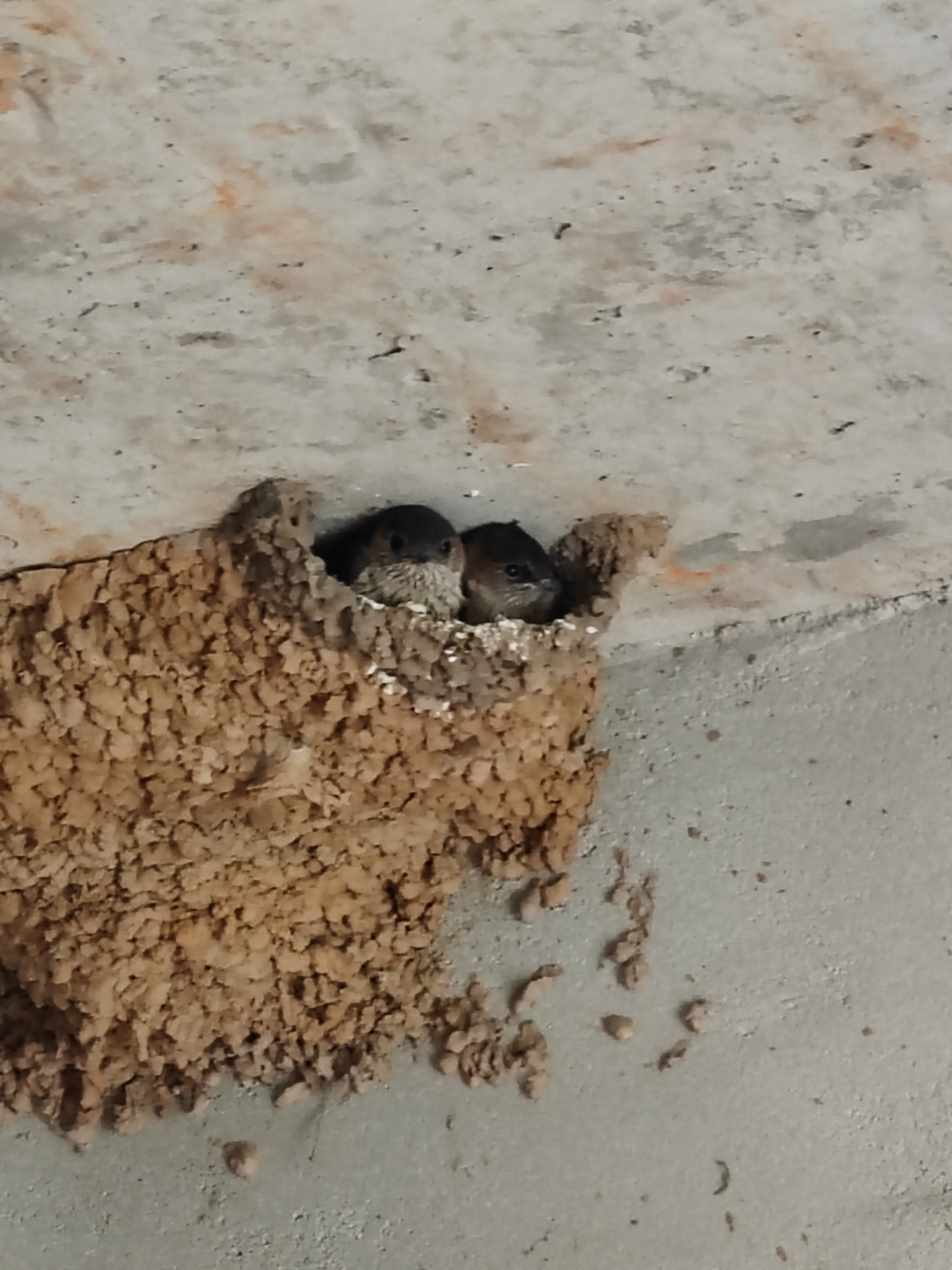
喜燕在巢中，摄于中国安徽